# Amazona guildingii
L'amazzone di Saint Vincent (Amazona guildingii (Vigors, 1837)) è un uccello della famiglia degli Psittacidi.

## Descrizione
Caratterizzata da una colorazione variabile da soggetto a soggetto, anche se in generale prevede piumaggio bronzato, ha anello perioftalmico grigio, fronte bianca, nuca e guance giallo dorato, macchia azzurra dietro l'occhio, copritrici e remiganti secondarie arancio, timoniere blu con punta gialla, becco e zampe grigi e iride arancio.

## Comportamento
Vive nelle foreste umide tra i 125 e i 1000 metri di quota, tuttavia predilige le foreste primarie di pianura dove la presenza di grandi alberi dà rifugio e possibilità di trovare il posto adatto a nidificare. Si muove in gruppi di 20-30 individui che cercano quanto più possibile di stare nella parte alta degli alberi a nutrirsi di frutti e bacche. La nidificazione inizia ad aprile con la deposizione normalmente di 2 uova nel cavo di un albero di Dacryodes excelsa. La cova dura normalmente 28 giorni e i piccoli escono dal nido a circa 8 settimane.

## Distribuzione
È endemica delle pendici occidentali e orientali dell'isola di St. Vincent, nell'arcipelago delle Antille Minori dove la distruzione dell'ambiente, le catture e gli uragani l'avevano portata sull'orlo dell'estinzione. Con un programma di salvaguardia partito nel 1992, quando la popolazione era stimata attorno ai 500 individui, la situazione è migliorata tanto che già nel 1995 se ne contavano oltre 1000: resta un pappagallo molto raro e anche in cattività i soggetti in riproduzione sono pochi.